# Wilford Brimley
Anthony Wilford Brimley (sinh ngày 27 tháng 9 năm 1934 - mất ngày 1 tháng 8 năm 2020), hay A. Wilford Brimley và Wilford Brimley, là một diễn viên người Mỹ. Ông xuất hiện trong nhiều bộ phim như The China Syndrome (1979), The Thing (1982), Cocoon (1985) and The Firm (1993). Ông còn tham gia loạt phim truyền hình The Waltons vào những năm 1970.
Ông mắc bệnh tiểu đường loại 2 và xuất hiện trong nhiều quảng cáo liên quan đến căn bệnh này của Liberty Medical.

## Tuổi thơ
Brimley sinh ra ở Salt Lake City, Utah ngày 27 tháng 9 năm 1934, con trai của Leonard Douglas Simmons, Sr. và Shirley May và ông lớn lên trong khu phố Pháp.

## Sự nghiệp điện ảnh
| Năm  | Tựa đề                              | Vai                                            | Ghi chú                   |
| ---- | ----------------------------------- | ---------------------------------------------- | ------------------------- |
| 1968 | Bandolero!                          |                                                | Đóng thế (không ghi nhận) |
| 1969 | True Grit                           |                                                | Không ghi nhận            |
| 1971 | Lawman                              | Marc Corman                                    | Không ghi nhận            |
| 1979 | The China Syndrome                  | Ted Spindler                                   |                           |
| 1979 | The Electric Horseman               | Farmer                                         |                           |
| 1980 | Brubaker                            | Rogers                                         |                           |
| 1980 | Borderline                          | USBP Agent Scooter Jackson                     |                           |
| 1981 | Absence of Malice                   | Assistant U.S. Attorney General James A. Wells |                           |
| 1982 | Death Valley                        | The Sheriff                                    |                           |
| 1982 | The Thing                           | Dr. Blair                                      |                           |
| 1983 | Tender Mercies                      | Harry                                          |                           |
| 1983 | 10 to Midnight                      | Captain Maline                                 |                           |
| 1983 | High Road to China                  | Bradley Tozer                                  |                           |
| 1983 | Tough Enough                        | Bill Long                                      |                           |
| 1984 | Harry & Son                         | Tom Keach                                      |                           |
| 1984 | The Hotel New Hampshire             | Iowa Bob                                       |                           |
| 1984 | The Stone Boy                       | George Jansen                                  |                           |
| 1984 | The Natural                         | Pop Fisher                                     |                           |
| 1984 | Country                             | Otis                                           |                           |
| 1984 | Terror in the Aisles                |                                                | Archive footage           |
| 1985 | Cocoon                              | Benjamin 'Ben' Luckett                         |                           |
| 1985 | Remo Williams: The Adventure Begins | Agency Director Harold Smith                   |                           |
| 1985 | Ewoks: The Battle for Endor         | Noa Briqualon                                  |                           |
| 1985 | Murder in Space                     | Dr. Andrew McAllister                          |                           |
| 1986 | Jackals                             | Sheriff Mitchell                               |                           |
| 1986 | Shadows on the Wall                 | Floyd Buckman                                  |                           |
| 1987 | End of the Line                     | Will Haney                                     |                           |
| 1988 | Cocoon: The Return                  | Benjamin 'Ben' Luckett                         |                           |
| 1990 | Eternity                            | King/Eric                                      |                           |
| 1992 | Where the Red Fern Grows: Part II   | Grandpa Will                                   | Direct-to-video           |
| 1993 | The Firm                            | William Devasher                               |                           |
| 1993 | Hard Target                         | Uncle Douvee                                   |                           |
| 1994 | Heaven Sent                         | Al (Security Guard)                            |                           |
| 1995 | Mutant Species                      | Devro                                          |                           |
| 1995 | Last of the Dogmen                  | Narrator                                       | Uncredited                |
| 1996 | My Fellow Americans                 | Joe Hollis                                     |                           |
| 1997 | In & Out                            | Frank Brackett                                 |                           |
| 1997 | Lunker Lake                         | The Storyteller                                |                           |
| 1998 | Chapter Perfect                     | Chief Hawkins                                  |                           |
| 1998 | Progeny                             | Dr. David Wetherly                             |                           |
| 1998 | A Place to Grow                     | Jake                                           |                           |
| 1998 | Summer of the Monkeys               | Grandpa Sam Ferrans                            |                           |
| 2000 | Comanche                            |                                                |                           |
| 2001 | Brigham City                        | Stu                                            |                           |
| 2001 | PC and the Web                      |                                                |                           |
| 2002 | Resurrection Mary                   | Morty                                          |                           |
| 2003 | The Road Home                       | Coach Weaver                                   |                           |
| 2009 | The Path of the Wind                | Harry Caldwell                                 |                           |
| 2009 | Did You Hear About the Morgans?     | Earl Granger                                   |                           |
| 2016 | Timber the Treasure Dog             | Hawk Jones                                     |                           |